# Prljave tridesete
Prljave tridesete su period žestokih peščanih oluja koje su znatno oštetile ekologiju i poljoprivredu američkih i kanadskih prerija tokom 1930-ih; jaka suša i neuspeh u primeni metoda uzgoja na suvom zemljištu u sprečavanju eolskih procesa (vetroerozije) prouzrokovali su ovu pojavu. Suša je nastupila u tri talasa, 1934, 1936, i 1939–1940, mada su pojedini regioni visokih ravnica doživeli suše tokom čak osam godina.
Uz nedovoljno razumevanja ekologije ravnica, farmeri su tokom prethodne decenije vršili ekstenzivno duboko oranje ranije neobrađivanih površina Velike ravnice; ovim je potisnuta autohtona trava sa dubokim korenjem koja normalno zadržava tlo i vlagu, čak i za vreme suše i jakog vetra. Brza mehanizacija poljoprivredne opreme, posebno malih benzinskih traktora, i široka upotreba kombajna, doprineli su odlukama poljoprivrednika da pretvore suve pašnjake (od kojih je većina dobijala ne više od 250 mm (~ 10 inča) padavina godišnje) u kultivirane površine. Tokom suše 1930-ih, novoformirano rastresito tlo se pretvorilo u prašinu, koju su preovlađujući vetrovi oduvavali u ogromnim oblacima koji bi ponekad zacrnjivali nebo. Ovi zagušujući oblaci prašine - nazvani „crne snežne mećave” ili „crni valjci” – putovali su preko kontinenta, dosežući i do Istočne obale i udarajući u gradove poput Njujorka i Vašingtona. Na ravnicama su često smanjivali vidljivost na jedan metar ili manje. Izveštač Asošijeted presa Robert E. Gajger bio je u Bojsi Sitiju u Oklahomi, i osvedočio crnu mećavu zvanu Crnu nedelja dana 14. aprila 1935. Edvard Stenli, novinski urednik agencije Asošijeted pres iz Kansas Sitija, skovao je termin „prašnjva činija” (engl. Dust Bowl), dok je prepisivao Gajgerovu novinsku priču.
Dok se termin „Dust Bowl” prvobitno odnosio na geografsko područje pogođeno prašinom, danas se obično odnosi na sam događaj. Ponekad se koristi i termin „prljave tridesete” (engl. Dirty Thirties). Suša i erozija prljavih tridesetih zahvatila je oko 400.000 km² čije središte su bile „izbočine teritorije” (engl. panhandle) Teksasa i Oklahome, a delom su bile obuhvaćene i susedne države Novi Meksiko, Kolorado i Kanzas. Ova prašnjava pustoš je prisilila desetine hiljada siromašnih porodica da napuste svoje farme, ne mogavši da plaćaju hipoteke ili uzgajaju useve, i šteta je premašivala 25 miliona dolara dnevno do 1936. godine (što je ekvivalentno sa $460 miliona dolara 2019. godine uzimajući u obzir inflaciju). Mnoge od ovih porodica, koje su često bile poznate kao „Okiji”, jer je toliko njih došlo iz Oklahome, migrirale su u Kaliforniju i druge države, samo da bi otkrili da je Velika depresija tamo učinila ekonomske uslove jedva išta boljim od onih koje su ostavili.

## Geografske karakteristike i rana istorija
Oblast oluja prašine prevashodno leži zapadno od 100. meridijana na Visokim visoravnima, karakterisanim ravnicama koje variraju od valovitih na severu do ravnih u Ljano Estakadu. Nadmorska visina se kreće od 760 m (2.500 ft) na istoku do 1.800 m (6.000 ft) na podnožju Stenovitih planina. Područje je poluaridno, godišnje prima manje od 510 mm (20 in) kiše; ove kiše podržavaju prerijski biom kratke trave, izvorno prisutan u tom području. Region je takođe sklon dugotrajnijoj suši, naizmenično sa neobičnom vlažnošću jednakog trajanja. Za vreme vlažnih godina, bogato tlo pruža bogat poljoprivredni proizvod, ali usevi ne uspevaju tokom sušnih godina. Region je takođe podložan jakim vetrovima. Tokom ranog evropskog i američkog istraživanja Velikih ravnica, ovaj region se smatrao neprikladnim za poljoprivredu evropskog stila; istraživači su ga zvali Velika američka pustinja. Nedostatak površinske vode i drvne građe učinio je region manje atraktivnim od ostalih područja za pionirsko naseljavanje i poljoprivredu.
Savezna vlada je podstakla naseljavanje i razvoj poljoprivrednih ravnica putem Zakona o seoskim imanjima iz 1862. godine, nudeći naseljenicima parcele od 65 ha. Sa završetkom građanskog rata 1865. i dovršetkom Prve transkontinentalne železnice 1869. godine, talasi novih migranata i imigranata dosegli su Veliku ravnicu i uveliko povećali kultivirane površine. Neobično vlažan period na Velikoj ravnici pogrešno je naveo doseljenike i saveznu vladu da smatraju da „kiša prati plug” (popularna fraza među promoterima nekretnina) i da se klima regiona trajno promenila. Iako su početni poljoprivredni poduhvati prvenstveno imali fokus na uzgoju stoke, štetni uticaj oštrih zima na stoku, počevši 1886. godine, kratka suša 1890. godine i opšta prekomerna ispaša, naveli su mnoge vlasnike zemljišta da povećaju količinu obrađenih površina.

## Literatura
- Bonnifield, Mathew Paul (1979). Dust Bowl: Men, Dirt and Depression.
- Gregory, James Noble (1989). American exodus: The dust bowl migration and Okie culture in California. Oxford University Press.
- Lassieur, Allison (2009). The Dust Bowl: An Interactive History Adventure. Capstone. ISBN 978-1-4296-3455-7.
- Reis, Ronald A. (2008). The Dust Bowl. Infobase. ISBN 978-0-7910-9737-3.
- Sylvester, Kenneth M., and Eric S. A. Rupley, "Revising the Dust Bowl: High above the Kansas Grassland", Environmental History, 17 (July 2012), 603–33.
- Worster, Donald (16. 9. 2004). Dust Bowl: The Southern Plains in the 1930s. Oxford University Press USA. ISBN 0-19-517489-5.
- Woody Guthrie, (1963). The (Nearly) Complete Collection of Woody Guthrie Folk Songs., Ludlow Music, New York.
- Alan Lomax, Woody Guthrie, Pete Seeger, (1967). Hard-Hitting Songs for Hard-Hit People., Oak Publications, New York.
- Egan, Timothy (2006). The Worst Hard Time. HarperCollins. ISBN 0-618-34697-X..
- Katelan Janke (1935). Survival in the Storm: The Dust Bowl Diary of Grace Edwards, Dalhart, Texas. ISBN 0-439-21599-4., Scholastic (September 2002). .
- Karen Hesse (paperback January 1999) Out of the Dust. ISBN 0-590-37125-8., Scholastic Signature. New York First Edition, 1997, hardcover. .
- Babb, Sanora (2004). Whose Names Are Unknown. University of Oklahoma Press. ISBN 978-0-8061-3579-3..
- Sweeney, Kevin Z (2016). Prelude to the Dust Bowl: Drought in the Nineteenth-Century Southern Plains. Norman, OK: University of Oklahoma Press.
- Cronin, Francis D.; Beers, Howard W. (januar 1937). Areas of Intense Drought Distress, 1930–1936 (PDF). Research Bulletin. Research Bulletin (United States. Works Progress Administration. Division of Social Research). U.S. Works Progress Administration / Federal Reserve Archival System for Economic Research (FRASER). стр. 1—23. Приступљено 15. 10. 2014.
- McLeman, Robert A; Dupre, Juliette; Berrang Ford, Lea; Ford, James; Gajewski, Konrad; Marchildon, Gregory (jun 2014). „What we learned from the Dust Bowl: lessons in science, policy, and adaptation”. Population and Environment. 35 (4): 417—440. PMC 4015056 . PMID 24829518. doi:10.1007/s11111-013-0190-z.
- Fender, Stephen (2011). Nature, Class, and New Deal Literature: The Country Poor in the Great Depression. Routledge. стр. 143. ISBN 9781136632280.
- Worster, Donald (1979). Dust Bowl: The Southern Plains in the 1930s. Oxford University Press. стр. 49.
- Federal Writers' Project. Texas. Writers' Program (Tex.): Writers' Program Texas. стр. 16.
- Buchanan, James Shannon. Chronicles of Oklahoma. Oklahoma Historical Society. стр. 224.
- Hornbeck, Richard (2012). „The Enduring Impact of the American Dust Bowl: Short and Long-run Adjustments to Environmental Catastrophe”. American Economic Review. 102 (4): 1477—1507. S2CID 6257886. doi:10.1257/aer.102.4.1477.
- Hornbeck, Richard (jun 2012). „The Enduring Impact of the American Dust Bowl: Short- and Long-Run Adjustments to Environmental Catastrophe” (PDF). American Economic Review. 102 (4): 1477—1507. S2CID 6257886. doi:10.1257/aer.102.4.1477. Архивирано из оригинала (PDF) 02. 01. 2017. г. Приступљено 31. 3. 2016 — преко Harvard University, Department of Economics.
- Landon-Lane, John; Rockoff, Hugh; Steckel, Richard (decembar 2009). „Droughts, Floods, and Financial Distress in the United States”. NBER Working Paper No. 15596: 6. doi:10.3386/w15596.

## Dokumentarni filmovi
- 1936 – The Plow That Broke the Plains – 25 minutes, directed by Pare Lorentz
- 1998 – Surviving the Dust Bowl – 52 minutes, season 10 episode of American Experience documentary tv series
- 2012 – The Dust Bowl – 240 minutes, 4 episodes, directed by Ken Burns

## Spoljašnje veze
- Dust Bowl – Ken Burns на веб-сајту
- Dust Bowl – Ken Burns на веб-сајту